# Live at the Playroom
Live at the Playroom es un EP en vivo de la banda australiana de hard rock Airbourne.

## Lista de canciones[1]
1. "Girls in Black" - 3:40
2. "Too Much, Too Young, Too Fast" - 3:57
3. "Cheap Wine & Cheaper Women" - 5:02
4. "Runnin' Wild" - 4:32
5. "Blackjack" - 5:40

## Disponibilidad
El disco es un lanzamiento único de iTunes.[cita requerida]

## Personal
- Joel O'Keeffe - voz solista, guitarra solista
- David Roads- guitarra rítmica, coros
- Adam Jacobson - bajo, coros
- Ryan O'Keeffe - batería